# 에일린 바비에라
에일린 산 파블로 바비에라 (1959년 8월 26일 ~ 2020년 3월 21일)는 필리핀의 정치학이자 심리학자였다. 그는 중화인민공화국 주요 전문가 중 한 사람이다.

## 직업
1979년 10월, 바비에라는 필리핀 대학교에서 공로로 외교 과학 학사 학위 라틴 아너스이다.  베이징 대학교에서 현대 중국사를 전공 한 그는 1981년부터 1983년까지 중국에서 처음으로 연구를 수행할 수 있었다. 그는 중국어를 공부하고 베이징 언어 연구소 (Beijing Language Institute)에서 졸업장을 받았으며이 나라의 북쪽과 서쪽을 여행했다. 1987년 바이에른은 중국과 동아시아를 전문으로하는 아시아 학사 학위를 받았다. 정치학 박사는 2003년에 이어졌다.
1980년부터 1986년까지 그는 국외 외무성 연구소의 연구원 및 코치로 일했다. 그는 1990년까지 필리핀 대학 정치 학부에서 1993년까지 필리핀-중국 개발 자원 센터에서 연구 코디네이터로 가르쳤다. 1993년 6월부터 1998년 5월까지 바비에라는 외국 서비스 연구소의 국제 관계 및 전략 연구 센터 장을 지 냈으며 1996년부터 1997년까지 정치 학부에서 강의 했다.
1998년 6월부터 2001년 12월까지 바비에라는 필리핀-중국 개발 자원 센터의 전무 이사였으며, 동시에 필리핀 중앙 아시아 대학의 부교수로 2005년 6월까지 근무했다. 2003년 9월부터 2009년 10월까지 그는 아시아 센터의 학장이다. 2005년 7월부터 워싱턴 D.C.에 있는 아시아 정치 및 정책 연구 조직의 전임 교수 및 편집장을 역임했다. 가장 최근에는 Asia Pacific Pathways to Progress Foundation의 사장 겸 CEO였다.

## 죽음
바비에라는 2020년 3월 21일 이른 아침, 필리핀 마닐라 산 라자로 병원에서 COVID-19 바이러스로 인한 폐렴으로 사망했다. 그는 3월 12일 프랑스 파리에서 의원으로 직장에서 돌아 왔을 때 병에 걸렸다. 2018년 심장마비로 사망 한 빌 가스 바비에라의 아내인 바비에라는 생존 한 세 자녀 인 비타 아말리아 (1985년생), 마라 야스민 (1986년생) 및 호르헤 비토리오 (1991년생)도 떠났다.

## 간행물 (선거)
- 1994년 메트로 마닐라에서 중국인의 현대 정치 태도와 행동.
- 동아시아 지역 안보 : 협력과 지역 사회 구축에 대한 도전, 2008.